# Casa Nova del Vilar
La Casa Nova del Vilar és una masoveria de Taradell (Osona) inclosa a l'Inventari del Patrimoni Arquitectònic de Catalunya.

## Descripció
Masoveria de planta rectangular (12x4), coberta a dues vessants amb el carener perpendicular a la façana la qual està situada al SE; consta de PB,1er.p. i golfes. La façana presenta un portal rectangular amb finestres per banda,3 al 1er.p. i una a les golfes, els ampits són motllurats i hi ha algunes espieres. A la part esquerre del mur s'hi adossa un petit cobert. Al NE hi ha una altra edificació annexa construïda amb paret seca. Al NO hi ha un cos de planta i 1er p. amb espiera i una finestra de totxo, a la part antiga s'hi distribueixen diverses finestres. El mur del SW és cec.
Cal remarcar les obertures de pedra picada totes de gres rogenc i les dues rajoles damunt la llinda que descarreguen el pes.
Es troba assentada damunt un planet de gres rogenc, l'estat de conservació es bo malgrat estar deshabitada.

## Història
Es troba a uns 200m. del límit de la província i a pocs metres del bosc arrasat per l'incendi de l'estiu del 1983.
Fou una antiga masoveria del Vilar del Bosc dins el terme de Viladrau.
Segons la data constructiva podem situar-la al S.XVIII malgrat que no consti en el Nomenclàtor de la província de Barcelona de 1860.